# Виланова Маркезана
Вилано̀ва Маркеза̀на (на италиански: Villanova Marchesana, на местен диалект: Vilanova Marchesana, Виланова Маркезана) е село и община в Северна Италия, провинция Ровиго, регион Венето. Разположено е на 3 m надморска височина. Населението на общината е 1056 души (към 2012 г.).